# Grenze zwischen Eswatini und Südafrika

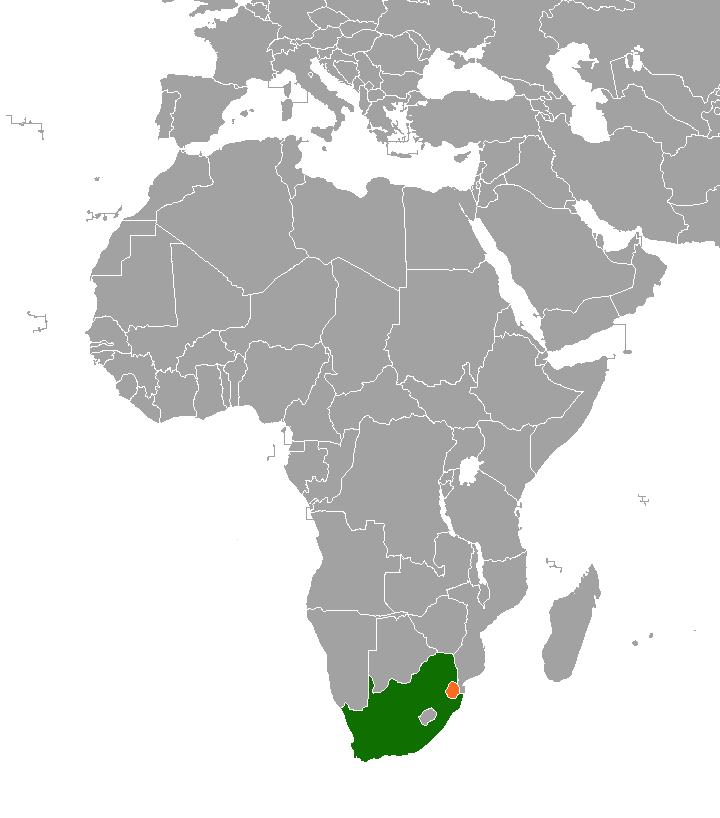
Die Grenze zwischen Südafrika (grün) und Eswatini (orange) ist 430 Kilometer lang

Die Grenze zwischen dem Königreich Eswatini und der Republik Südafrika ist etwa 430 Kilometer lang und verläuft in einem Abschnitt. Sie beginnt im Norden in den Lebombobergen am Dreiländereck mit Mosambik nordöstlich von Namaacha und endet am Rand der Ebene des Maputo in Ausläufern der Lebomboberge wieder an der mosambikanischen Grenze.

## Geographie

### Grenzverlauf

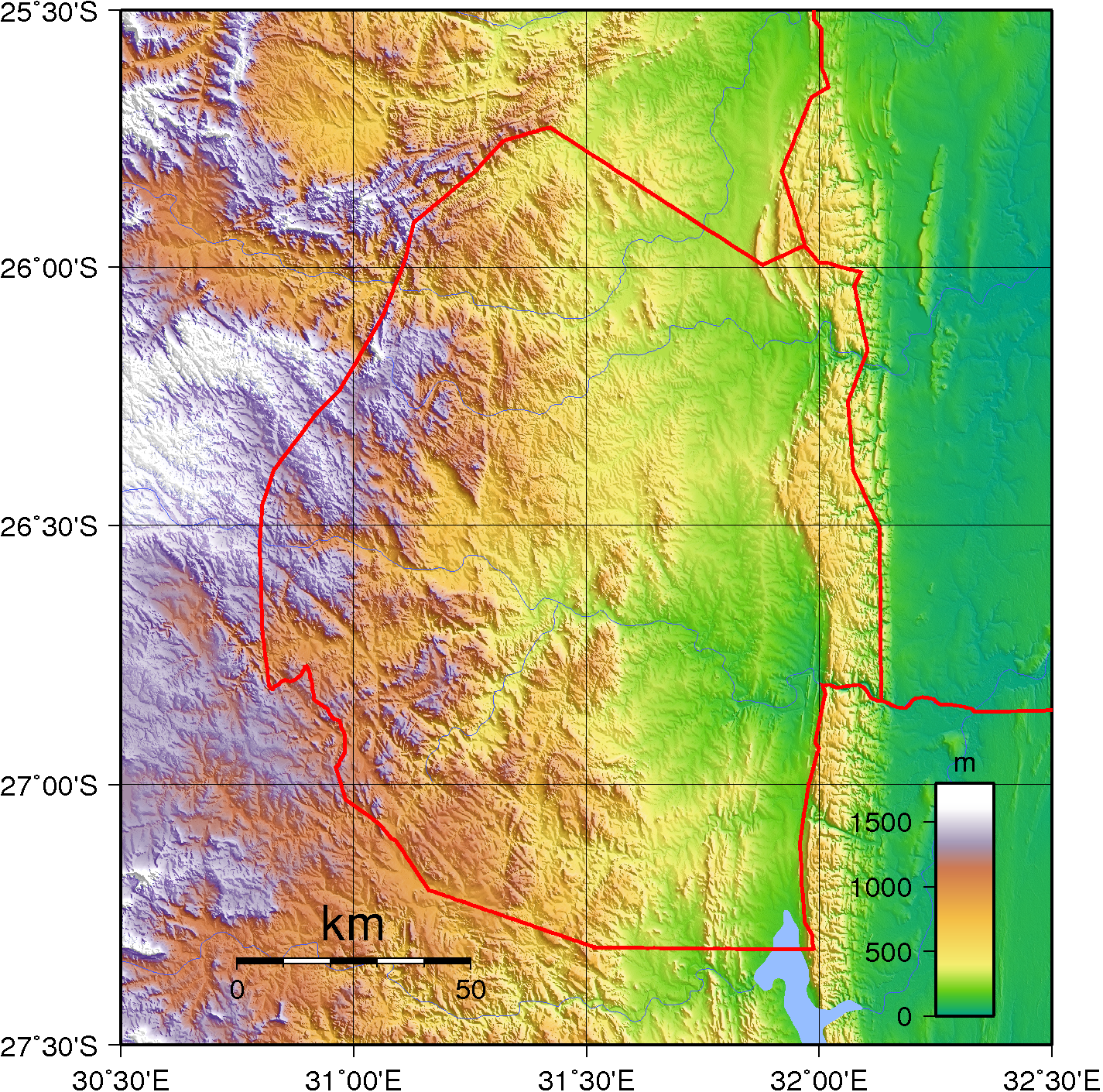
Topografie Eswatinis mit Grenzen zu Mosambik und Südafrika

Im Norden von Eswatini beginnt die gemeinsame Grenze am Mpundweni Beacon, einem Punkt am Dreiländereck mit Mosambik. Von hier nimmt der Grenzverlauf zunächst südwestliche Richtung auf und schwenkt nach wenigen Kilometern in Richtung Nordwest, wobei das Tal des Komati durchschritten wird. Geradlinig erstreckt sie sich nun durch wenig besiedeltes Land bis zum Stausee Lake Matsamo (Driekoppies Dam), dessen oberer Abschnitt von ihr durchquert wird. Nordwestlich des Grenzübergangs Jeppe’s Reef knickt die Grenze nach Südwesten ab und durchläuft das Bergland um Barberton. Auf südafrikanischer Seite liegt das Songimvelo Game Reserve und in Eswatin das Malolotja Nature Reserve im transnationalen Songimvelo-Malolotja Transfrontier Conservation Area, wobei hier der Oberlauf des Komati die Grenze passiert.
Nach dem internationalen Grenzübergang von Oshoek, wo Eswatinis einzige Autobahn ins Landesinnere führt, verläuft die Grenze weiter nach Südwesten und schwenkt in der Nähe des Lusutfulaufes nach Süden. Diese Richtung behält sie bis zu einem Punkt nördlich der südafrikanischen Stadt Piet Retief bei. Weiter folgt sie nun einigen Windungen und Krümmungen in südöstliche Richtung und kommt bei der kleinen südafrikanischen Ortschaft Berbice der N2 sehr nahe. Nun folgt sie fast parallel dem Verlauf dieser Fernstraße und schwenkt über längere Distanz immer weiter in Richtung Osten. Im Umfeld des internationalen Grenzübergangs eGolela folgt der Grenzverlauf einem geradlinigen Alignement und weiter östlich überquert den nördlichen Abschnitt des Pongolapoort-Stausees. Wenige Kilometer danach knickt die Grenze an einer Vermarkung scharf rechtwinklig und verläuft in Richtung Norden, bis sie wieder auf den Lusutfu trifft. Sie folgt nun diesem Flusslauf in Richtung Osten bis zum Grenzdreieck mit Mosambik.

### Verkehrsverbindungen
Die meisten Grenzstationen zwischen Südafrika, von seinen hier angrenzenden Provinzen Mpumalanga und KwaZulu-Natal, und Eswatini befinden sich an Regionalstraßen. Der bedeutendste Grenzübergang verbindet die aus dem Ballungsraum Johannesburg heranführende Nationalstraße N17 mit der autobahnartig ausgebauten MR3, an der auch die eswatinische Hauptstadt Mbabane liegt.
Eswatini Railways unterhält eine Strecke, die im Norden (Grenzstation Mananga) und im Süden (Grenzstation Golela) des Landes den grenzüberschreitenden Zugverkehr mit Republik Südafrika ermöglicht. Sie ist ein Teil der Strecke zwischen Komatipoort und Durban. Von ihr zweigt auch ein nach Maputo in Mosambik führender Streckenabschnitt ab.
Nördlich des Grenzpostens Nerston/Sandlane soll künftig die neue Eisenbahnstrecke Swazilink von Südafrika aus über die Grenze nach Sidvokodvo in Eswatini und weiter unter Nutzung des Grenzübergangs Golela wieder auf südafrikanischem Territorium bis zum Hafen Richards Bay führen.

## Grenzübergänge

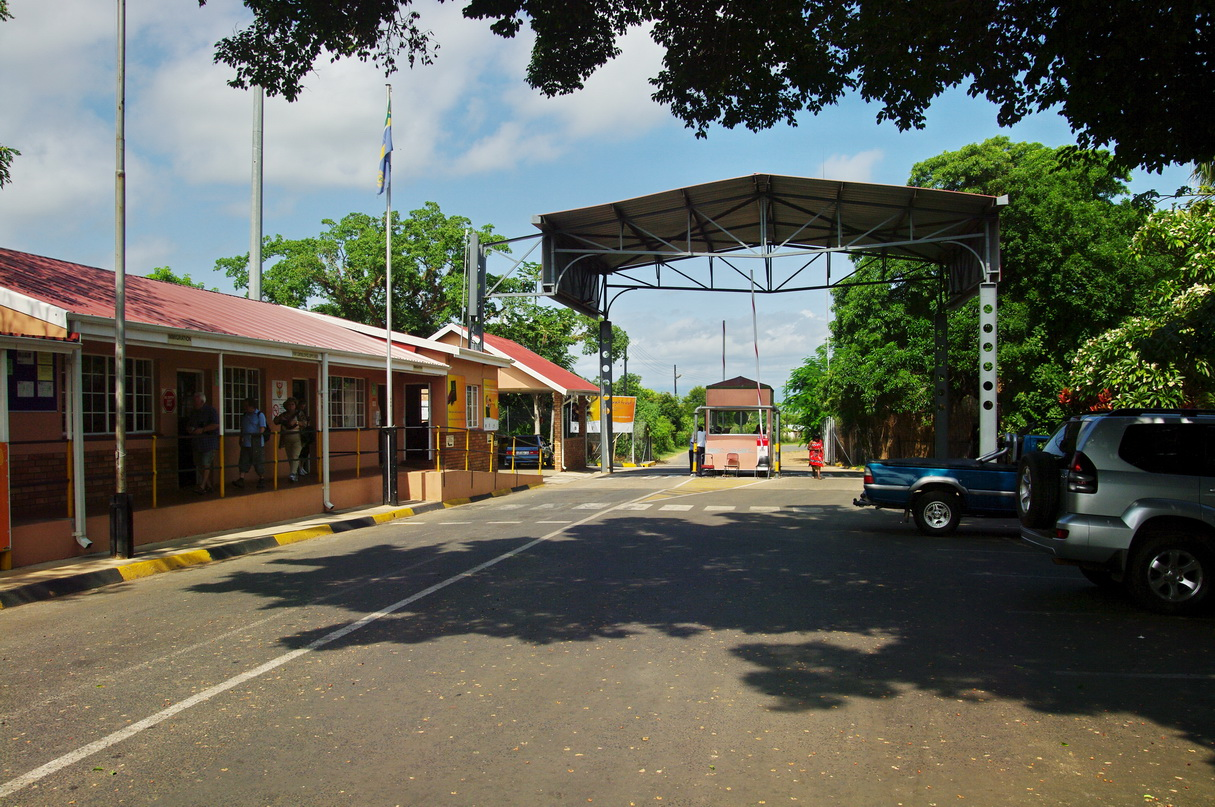
Grenzübergang Jeppe’s Reef Border Post

Es gibt zwischen beiden Staaten 11 offizielle Grenzübergänge, die Fern- und Regionalstraßen sowie eine Eisenbahnstrecke betreffen.
| Südafrika | Südafrika                         | Eswatini | Eswatini     | Anmerkungen                                                            | Koordinaten                      |
| Straße    | Grenzstation                      | Straße   | Grenzstation | Anmerkungen                                                            | Koordinaten                      |
| --------- | --------------------------------- | -------- | ------------ | ---------------------------------------------------------------------- | -------------------------------- |
| R571      | Mananga Border Post               | MR5      | Mananga      | 07.00–18.00, Eisenbahnübergang der Strecke Durban–Komatipoort          | 25° 55′ 59,2″ S, 31° 45′ 40,7″ O |
| R570      | Jeppe’s Reef Border Post          | MR1      | Matsamo      | geöffnet 07.00–20.00                                                   | 25° 45′ 2,5″ S, 31° 28′ 3,4″ O   |
| R40       | Josefsdal Border Post             | MR20     | Bulembu      | geöffnet 08.00–16.00                                                   | 25° 56′ 40,6″ S, 31° 7′ 17,4″ O  |
| N17       | Oshoek Border Post                | MR3      | Ngwenya      | geöffnet 07.00–22.00                                                   | 26° 12′ 45″ S, 30° 59′ 21,1″ O   |
|           | Waverley Border Post              |          | Lundzi       | geöffnet 08.00–16.00                                                   | 26° 19′ 39″ S, 30° 53′ 18,6″ O   |
| R65       | Nerston Border Post               | MR19     | Sandlane     | geöffnet 08.00–18.00                                                   | 26° 34′ 10,9″ S, 30° 47′ 30,5″ O |
|           | Emahlathini Border Post (Houtkop) | MR4      | Sicunusa     | geöffnet 08.00–18.00                                                   | 26° 51′ 37,8″ S, 30° 54′ 30,2″ O |
|           | Bothashoop Border Post            |          | Gege         | geöffnet 08.00–16.00                                                   | 26° 58′ 25,3″ S, 30° 58′ 6,2″ O  |
| R543      | Mahamba Border Post               | MR9      | Mahamba      | geöffnet 07.00–22.00                                                   | 27° 6′ 19,8″ S, 31° 4′ 8,8″ O    |
|           | Onverwacht Border Post            | MR21     | Salitje      | geöffnet 08.00–18.00                                                   | 27° 18′ 58,3″ S, 31° 38′ 37,7″ O |
|           | Golela Border Post                | MR8      | Lavumisa     | geöffnet 07.00–22.00, Eisenbahnübergang der Strecke Durban–Komatipoort | 27° 19′ 1,9″ S, 31° 53′ 18,2″ O  |

## Geschichte
Zu einer erheblichen Grenzveränderung wäre es beinahe um 1986 gekommen, als König Mswati III. forderte, die Gebiete des Homelands KaNgwane und Teile (Ingwavuma) des Homelands KwaZulu nach Swasiland (seit 2018 Eswatini) einzugliedern. Öffentlicher Spott hierzu kam von Chief Buthelezi. Im Juni 1986 wurde David Lukhele, der damalige Sekretär des KaNgwane council of chiefs (deutsch etwa: „Häuptlingsrat von KaNgwane“) und Chef der Oppositionspartei Inyatsi ya Mswati bei seinem Aufenthalt in Mamelodi durch Schüsse getötet. Er galt als Befürworter der Inkorporation dieses Homelands unter die staatliche Hoheit von Swasiland. Eine von der südafrikanischen Regierung im Dezember 1982 gegründete und unter die Leitung von Richter F. L. H. Rumpff gestellte Arbeitsgruppe (Rumpff Commission) hatte für diese Gebietsausgliederung Vorschläge erarbeitet. Im März 1984 fand zu einem diesbezüglichen Staatsvertrag eine Beratung zwischen den Außenministern Pik Botha und Richard Dlamini in Pretoria statt. Die Gebietsübergabe sollte mit einem Sicherheitspakt verknüpft werden, wonach die Behörden Swasilands verpflichtet worden wären, die Aktivitäten des ANC auf ihrem Staatsgebiet einzuschränken. Es konnte zu dem Gebietsausgleich jedoch keine Einigung erzielt werden und Außenminister Botha traf sich am 28. Juni 1984 in Swasiland mit Prinz Bhekimpi Dlamini und Vertretern des Liqoqo, wobei auch die Auflösung der Rumpff-Kommission Gesprächsthema war.
Nachdem in der ersten Hälfte der 1980er Jahre durch das Department of Public Works and Land Affairs begonnen wurde, entlang einiger Grenzabschnitte an den Homelands Bophuthatswana (17,6 km), Transkei (4,8 km) und Venda (74,7 km) Grenzzäune zu installieren, plante man für 1986 und 1987 die Errichtung von weiteren 1000 km solcher Zaunanlagen unter Einbeziehung der Grenzen zu Swasiland und Lesotho. Ben Wilkens, der damalige stellvertretende Minister of Land Affairs and Development, sagte 1986, dass zu diesem Zeitpunkt noch nicht entschieden sei, ob diese Grenzanlagen elektrifiziert werden sollen.
Gemäß einem Nichtangriffsvertrag zwischen Swasiland und Südafrika aus dem Jahre 1984, der auch die Verdrängung von ANC-Aktivitäten vorsah, kooperierten beide Länder auf dem Sicherheitssektor. Im Jahre 1986 stellte eine Untersuchung fest, dass der ANC von Mosambik aus über das Gebiet von Swasiland Waffen nach Südafrika schmuggeln ließ. Diesem Vertrag ging ein bereits am 17. Februar 1982 geschlossenes und bis 1984 geheim gehaltenes Sicherheitsabkommen beider Staaten voraus, das zwei Wochen nach Abschluss des Nkomati-Abkommens unterzeichnet worden war.
In den 1980er Jahren passierte eine wachsende Zahl swasiländischer Bürger die Grenze, um in Südafrika als Arbeitnehmer ihren Lebensunterhalt zu verdienen. Im Vordergrund dabei stand der Bergbausektor, hier besonders die Goldgewinnung. Für den wirtschaftspolitisch außerordentlich bedeutsamen Goldbergbau bildeten sie neben den noch zahlenstärkeren Arbeitsmigranten aus Lesotho eine wichtige Arbeitskräftegruppe, weil die Zahl der Minenarbeiter aus den Homelands sowie aus Mosambik und anderen Nachbarstaaten nach 1985 schließlich sank. Aus Swasiland kamen 1980 8.090, 1982 9.294, 1985 12.365 und 1990 16.387 Personen.
Im April 2006 kam es an der Grenze auf südafrikanischer Seite zu Protesten gegen die politischen Verhältnisse in Swasiland. Mehrere Organisationen blockierten am 12. April vier Grenzübergänge. Der Demonstrationsaufruf hatte sich an Mitglieder des großen Gewerkschaftsverbandes COSATU, des Swaziland Solidarity Network, der SACP, sowie von ANCYL und SASCO gewandt. Während der Protestaktionen kam es in der Nähe des Grenzübergangs Matsamo zu einem Einsatz der südafrikanischen Polizei mit Schusswaffengebrauch. Dabei wurden acht Demonstranten verletzt, zwei davon schwer. Es wurden 25 Protestteilnehmer in Polizeiarrest genommen, darunter zwei COSATU-Organisatoren. Diese Ereignisse lösten eine öffentliche Kontroverse mit der südafrikanischen Polizei aus, in deren Verlauf der Polizeieinsatz mit dem Verhalten der swasiländischen Polizei und der Polizeipraxis während der Apartheidszeit verglichen wurde. Die Proteste der südafrikanischen Akteure fanden seitens der Swaziland Federation of Trade Union (SFTU) formelle Unterstützung. Es gelang, die gesamte Grenze im Bereich von KwaZulu-Natal zu blockieren.
Inzwischen waren COSATU-Mitglieder wegen ihrer Beteiligung an früheren Aktionen inhaftiert worden. Im Mai 2006 setzten sich die Proteste an der Grenze durch gewerkschaftliche Demonstranten aus den Reihen der NUMSA fort. Dabei sprach der Vize-Generalsekretär des People’s United Democratic Movement (PUDEMO), Kislon Shongwe. Auch diesmal gingen südafrikanische Polizeieinheiten aus der Provinz KwaZulu-Natal gegen die Versammelten vor und nahm zahlreiche Personen wegen Störung der öffentlichen Ruhe fest.
Im Jahre 2007 inhaftierte die Regierung Swasilands 16 PUDEMO-Mitglieder, die am Grenzübergang Mananga einen Streikposten übernommen hatten und denen die Verteilung aufrührerischer Flugblätter mit oppositionellem Inhalt gegen die autokratische Regierung vorgeworfen wurde. Auf der südafrikanischen Seite hatten COSATU-Mitglieder simultan eine solidarische Protestaktion durchgeführt.
Vor der Parlamentswahl 2008 in Swasiland zogen 200 Demonstranten aus Swasiland zur Grenze mit Südafrika, wurden aber zuvor von der Polizei ihres Landes gestoppt, weil deren Aktion nach Auffassung der Regierung illegal sei. Auf südafrikanischer Seite hatten sich über 200 Personen am Grenzposten Oshoek solidarisch versammelt, die dabei den extravaganten Lebensstil von König Mswati III. kritisierten, dessen Land zu den ärmsten der Welt zähle und zugleich eine der höchsten HIV-Infektionsraten aufweise.
Bei weiteren solidarischen Aktionen im Jahr 2015 war der Grenzübergang bei Oshoek der zentrale Ort. In deren Verlauf wurde die Wiederzulassung der seit 1973 in Swasiland verbotenen politischen Parteien und die Freilassung politischer Gefangener gefordert. Zanele Mathebula, ein COSATU-Spitzenfunktionär, sprach sich für einen Machtwechsel im Nachbarland aus, der zur Regierungsübernahme durch das Volk führen solle.